# Szeghalmi Gyula
Szeghalmi Gyula, születési nevén Sennovitz Gyula, neve olykor Szeghalmy Gyula formában is előfordul (Szeged, 1876. május 1. – Budapest, 1963. szeptember 29.) tanító, régész, fényképész.

## Élete
Sennovitz Adolf (1839-?) könyvkereskedő fia.
Az esztergomi reál- és a királyi érseki tanítóképző-intézetben, majd a budapesti polgár-iskolai tanítóképzőben tanult. Közben gyalog beutazta Stájerországot, Svájcot, Bajorországot, Olaszország északi részét és a balkáni államokat. Tanított a Nyitra megyei Vágfarkasdon, Magyarsókon, Negyeden és Geszten, majd 1902-től Szeghalmon. Eredeti neve Szennovitz volt, melyet a rákövetkező évben, 1903-ban változtatott meg, új otthona után.

## Művei

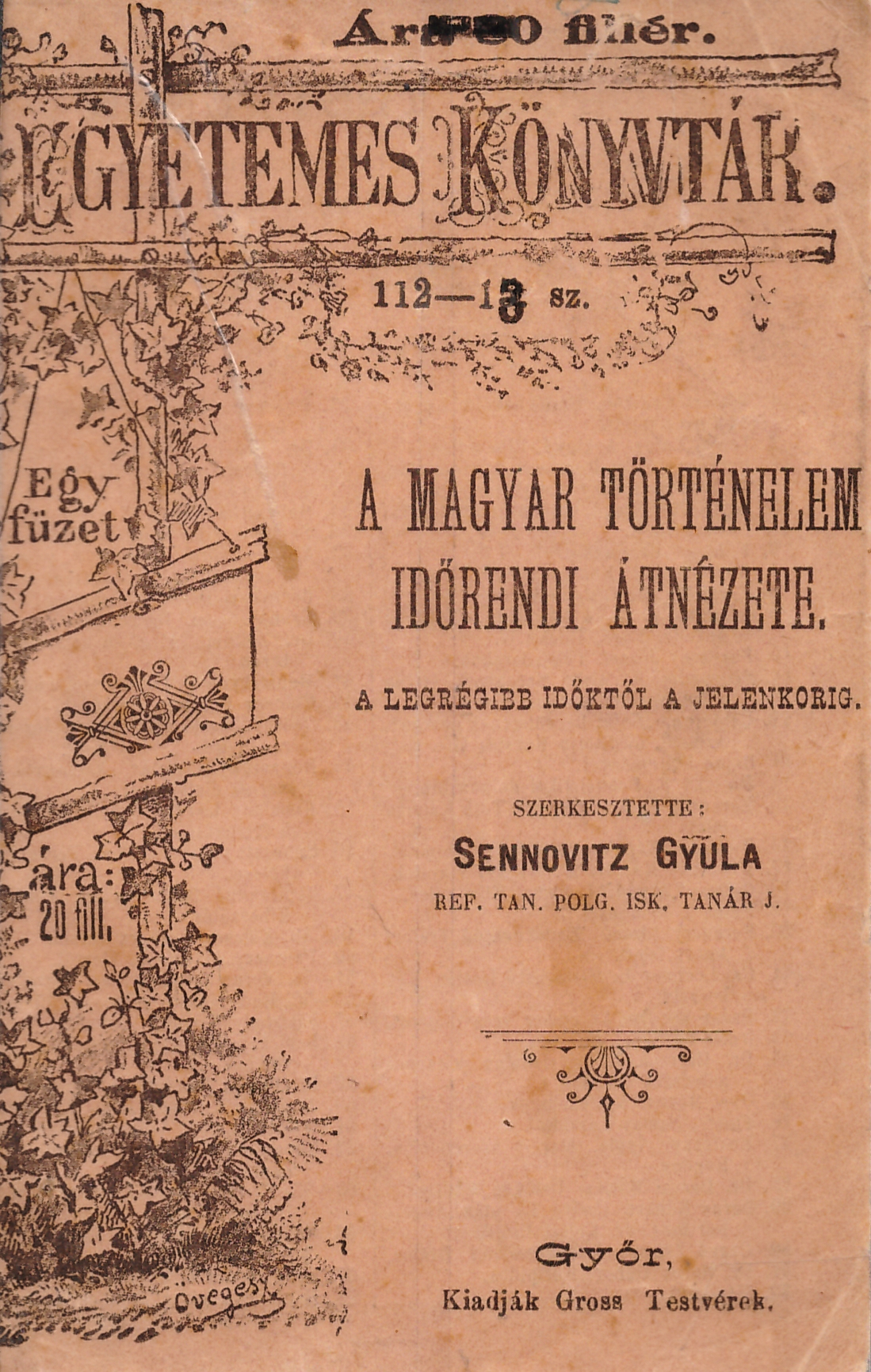
A magyar történelem időrendi átnézete (1897)
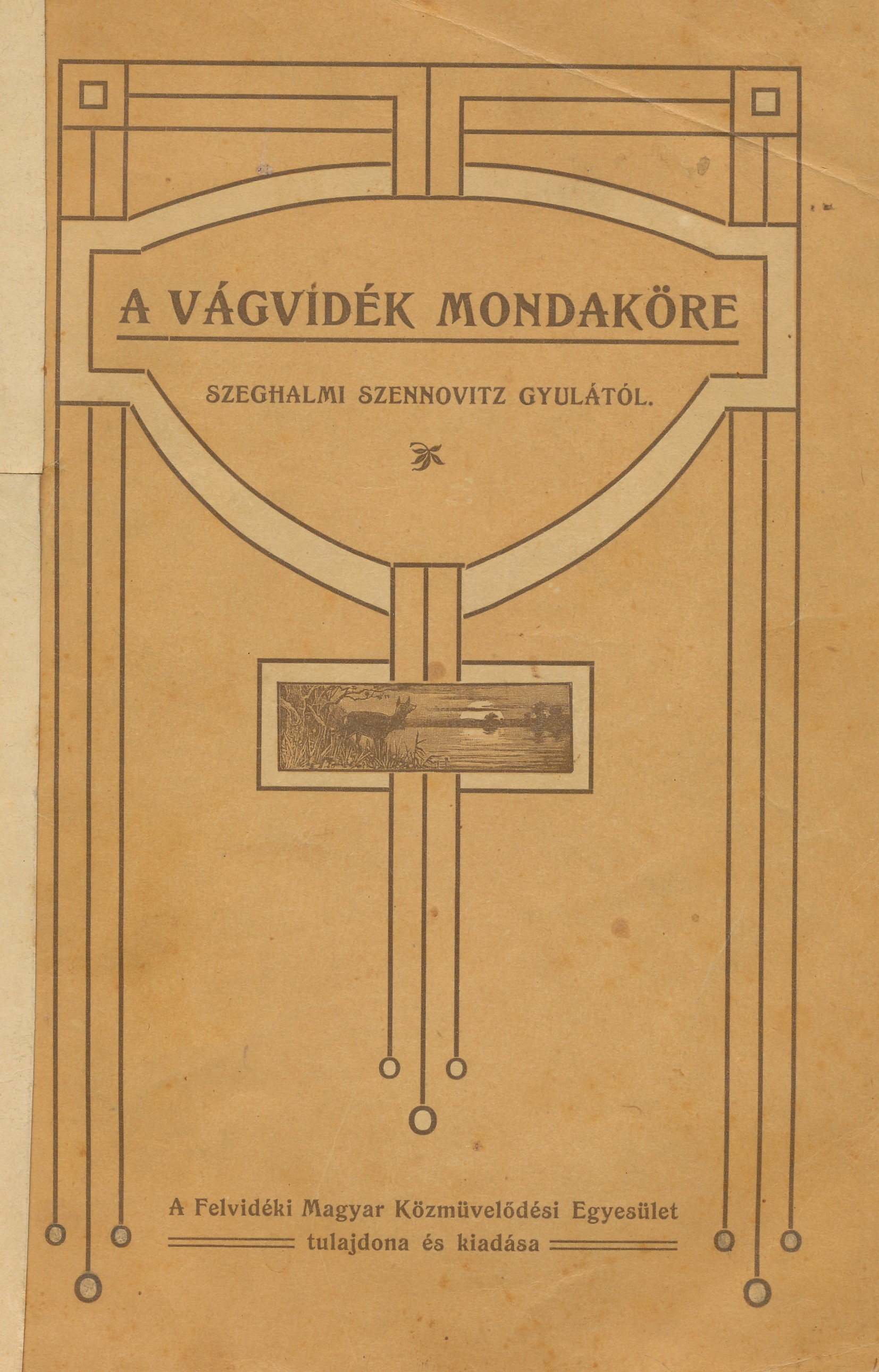
A Vágvidék mondaköre (1904)

- A magyar történelem időrendi átnézete. Győr, 1897 (Egyetemes Könyvtár 112., 113.)
- Az ó-kori népek politikai története. Győr, 1897
- Az ó-kori népek műveltsége. Győr, 1897
- Magyarország Árpád honfoglalása előtt. Győr, 1897
- India klasszikus irodalma. Győr, 1897
- A magyar történelem időrendi átnézete. Győr, 1897
- Nógrád vármegye földrajza a népiskolák III. oszt. számára. Balassa-Gyarmat, 1898
- Nyitra vármegye földrajza a népiskolák III. oszt. számára. Galgóc, 1899
- A magyar nemzeti irodalomtörténet dióhéjban. Győr, 1898/1900
- Esztergom vármegye földrajza a népiskolák III. oszt. számára, Esztergom, 1900
- Magyarország neveléstörténelme. Győr, 1901
- Szemelvények a XVII. század irodalomtörténetéhez. Esztergom, 1903
- A társadalmi rend keletkezése és fejlődése. Budapest, 1904
- Békés vármegye földrajza népiskolák V–VI. oszt. számára. Szeghalom, 1904
- A Vágvidék mondaköre. Gyoma, 1904
- Amatőr fényképészek könyve. 1906
- Vetíthető diapozitív képek Az iskolán kívüli szemléltető oktatáshoz felhasználható képek legkimerítőbb jegyzéke. 1914
- Csonka Magyarország. Szeghalom, 1920
- Földrajzi alapismeretek és Bihar vármegye földrajza a népiskolák III. osztálya számára. Szeghalom, 1925
- Felvidéki regék. Debrecen, 1929
- Szeghalmi járás története. In: Márkus György (szerk.): Magyar városok és vármegyék monográfiája 19. Békés vármegye. Budapest, 1936
- Dunántúli vármegyék. Budapest, 1937–1939
- Felvidék. Budapest, 1940
- Erdélyi vármegyék, 1942
- A vetítőgép és a vetítés
- Földrajz–történelmi füzet. Jász-Nagykun-Szolnok Vármegye. Szeghalom

## Emlékezete
- Szeghalmi Gyula utca, Szeghalmon